# Teddy Williams (tenis)
Edward Lake Williams (1 de julio de 1866 - 11 de noviembre de 1911) fue un tenista británico activo a finales del siglo XIX y principios del siglo XX. Fue finalista en dobles masculinos en los Campeonatos de Wimbledon de 1884 junto a Ernest Wool Lewis, donde perdieron contra William Renshaw y Ernest Renshaw. En individuales, fue cuartofinalista en los Northern Championships y semifinalista en los Princes Club Championships en 1883. Desde 1881 hasta 1908, disputó 13 finales y ganó 6 títulos en individuales.

## Carrera
Teddy nació como Edward Lake Williams el 1 de julio de 1866 en Bushey, Hertfordshire, Inglaterra. Jugó su primer torneo en el Torneo de Queen's Club en 1881, donde perdió en la segunda ronda. En 1882, participó en cuatro torneos, ganando su primer título en el Agricultural Hall Tournament, celebrado en el Royal Agricultural Hall, Islington, Middlesex, en pistas de madera cubiertas, contra Ernest de Sylly Hamilton Browne por 2 sets a 1.
En 1883, en los Princes Club Championships celebrados en Hans Place, Kensington, alcanzó las semifinales antes de perder contra Herbert Lawford en sets corridos. Luego fue finalista en el Exmouth LTC Tournament, pero fue derrotado por Charles Walder Grinstead en sets corridos. Luego jugó en los Northern Championships, considerados el tercer torneo más importante del mundo según el corresponsal de tenis del Daily Telegraph, Arthurt Wallis Myers, donde llegó a los cuartos de final antes de perder contra John Hartley en cinco sets cerrados. También fue finalista perdedor en los Midland Counties Championships en Edgbaston, perdiendo nuevamente contra Grinstead. En julio, compitió en el individual masculino del Campeonato de Wimbledon, pero perdió en la primera ronda en cinco sets contra Charles Grinstead. Su último torneo de 1883 fue en los South of England Championships en Eastbourne, donde, después de perder dos finales previas contra Charles Grinstead, lo derrotó en cuatro sets.
En 1884, Williams jugó en siete torneos. En el Abierto de Irlanda celebrados en Dublín en primavera, fue eliminado en la segunda ronda por Herbert Lawford. En verano, jugó en los eventos de individuales y dobles en el Campeonato de Wimbledon 1884, donde fue eliminado temprano en el evento de individuales, pero junto a Ernest Wool Lewis (su compañero regular de dobles), llegaron a la final de dobles masculinos antes de perder contra William Renshaw y Ernest Renshaw. Arthur Wallis Meyers, escribiendo en su libro "Lawn Tennis at Home and Abroad" (1904), calificó a la pareja de Lewis y Williams como muy cercana a los gemelos Renshaw. Luego jugó en los Warwickshire Championships en Leamington Spa y ganó el título contra Frank Seymour Noon por 3-0 sets. En Wimbledon, fue eliminado temprano en la primera ronda por Ernest Renshaw. Regresó para defender su título en Eastbourne y ganó los South of England Championships contra William Taylor.
En 1885, solo jugó en un evento, el Brookfield Tournament celebrado en la Isla de Wight, donde llegó a la final pero perdió contra el estadounidense James Dwight por 1 a 3 en sets. En 1886, Williams compitió en solo dos torneos. En los Middlesex Championships celebrados en Chiswick, llegó a la final, pero fue derrotado por Harry Grove en sets corridos. Luego ganó su último torneo en los prestigiosos British Covered Court Championships en el Hyde Park Lawn Tennis Club en pistas de madera cubiertas contra Herbert Fortescue Lawford por 3 sets a 2.
En 1887, fue finalista en los British Covered Court Championships, sin embargo, no pudo defender su título en la ronda de desafío contra Ernest Wool Lewis por 6-2, 6-2, 6-1. Alrededor de 1888, emigró a Sudáfrica y no jugó al tenis durante algunos años. En 1891, participó en un torneo provincial, los Southern Transvaal Championships, pero no avanzó mucho y fue eliminado temprano. Luego entró en otro período de semi-retiro hasta 1908, cuando jugó su último torneo en los Southern Transvaal Championships celebrados en el Wanderers' Club, Johannesburgo, Transvaal, Sudáfrica.

## Finales de Carrera

### Individuales: 13 (6 títulos, 7 subcampeonatos)
Listado incompleto
| Categoría + (Títulos) |
| --------------------- |
| Importante (0)        |
| Nacional (1)          |
| Regional (2)          |
| Condado (1)           |
| Regular (2)           |

| Títulos por Superficie  |
| ----------------------- |
| Arcilla – Exterior (0)  |
| Césped – Exterior (4)   |
| Dura – Exterior (0)     |
| Alfombra – Interior (0) |
| Madera – Interior (2)   |

| N.º | Resultado | Fecha | Torneo                              | Ubicación  | Superficie | Oponente                 | Resultado               |
| --- | --------- | ----- | ----------------------------------- | ---------- | ---------- | ------------------------ | ----------------------- |
| 1.  | Victoria  | 1882  | Agricultural Hall Tournament        | Islington  | Madera (i) | Ernest Browne            | 5–7, 6–4, 10–8          |
| 2.  | Derrota   | 1882  | Warwickshire Championships          | Leamington | Césped     | Robert Braddell          | 5–7, 2–6, 3–6           |
| 3.  | Derrota   | 1882  | South of England Championships      | Eastbourne | Césped     | William C. Taylor        | 6–8, 2–6, 6–3, 3–6      |
| 4.  | Derrota   | 1883  | Exmouth LTC Tournament              | Exmouth    | Césped     | Charles Walder Grinstead | 2–6, 5–6, 4–6           |
| 5.  | Derrota   | 1883  | Midland Counties Championships      | Edgbaston  | Césped     | Charles Walder Grinstead | 3–6, 3–6, 3–6           |
| 6.  | Victoria  | 1883  | South of England Championships      | Eastbourne | Césped     | Charles Walder Grinstead | 6–1, 8–6, 4–6, 7–5      |
| 7.  | Victoria  | 1884  | Warwickshire Championships          | Leamington | Césped     | Frank Seymour Noon       | 6–3, 6–2, 6–3           |
| 8.  | Victoria  | 1884  | South of England Championships      | Eastbourne | Césped     | William C. Taylor        | 6–1, 8–6, 4–6, 7–5      |
| 9.  | Victoria  | 1884  | Edgbaston Open Tournament           | Edgbaston  | Césped     | Walter W. Chamberlain    | 8–6, 6–2, 6–3           |
| 10. | Derrota   | 1885  | Brookfield Isle of Wight Open       | Ryde       | Césped     | James Dwight             | 4–6, 6–2, 4–6, 2–6      |
| 11. | Derrota   | 1886  | Middlesex Championships             | Chiswick   | Césped     | Robert Braddell          | 3–6, 2–6, 3–6           |
| 12. | Victoria  | 1886  | British Covered Court Championships | Hyde Park  | Madera (i) | Herbert Lawford          | 6–2, 1–6, 5–7, 6–4, 6–4 |
| 13. | Derrota   | 1887  | British Covered Court Championships | Hyde Park  | Madera (i) | Ernest Wool Lewis        | 2–6, 2–6, 1–6           |